# Psychonaut 4
Psychonaut 4 — грузинская музыкальная группа из Тбилиси, исполняющая депрессивно-суицидальный блэк-метал.

## История группы
Группа Psychonaut 4 была основана летом 2010 года, усилиями Лаши «Andre» Адамии, и уроженца России Давида Графа. Впоследствии к ним присоединились Тимур «Glixxx» Ломидзе, Ратти «Drifter» и Тимас «Nepho» Шилингас, и общими усилиями, 4 июня 2011 года выпустили дебютное демо «40%» (название является отсылкой на 40-градусное содержание алкоголя в водке), которое было распространено через официальный сайт лейбла Depressive Illusions Records.
В мае 2012 года лейбл Der Neue Weg Productions выпускает сплит под названием «Tired, Numb, Still Alive», где также приняли участие блэк-метал группы Unjoy и Eurythmie.
В скором времени Psychonaut 4 выпускают дебютный полноформатный альбом под названием «Have a Nice Trip…», вышедший на лейбле Solitude and Despair Music на дисках, а также на кассетах и на виниле. Далее было объявлено о том, что Psychonaut 4 и проект Hypothermia отправляются в совместное турне по Европе, которое начнется в октябре с Франции. Однако по некоторым причинам тур отложили на март-апрель 2013. Также группа подписала контракт с мексиканским лейблом Self Mutilation Services на выпуск следующего мини-альбома.
В конце 2012 года группа объявила о своем распаде. Причиной этого являлся уход Андрэ, писавшего большую часть музыки. Также парни обещали издать сплит как прощальный подарок своим фанатам. 29 марта на официальной странице группы ВКонтакте появилось сообщение о воссоединении группы:

И наверное надо будет всё-таки сообщить вам,что Андрэ на днях сообщил нам что он решил вернуться в группу, и даже примет участие в записи нового трека. сам он лучше объяснит обо всех причинах ухода/возвращения,я лишь доношу эту новость до ваших ушей(или глаз). Так что всё вернулось на круги своя.все кто обрадовался,спасибо вам, ну а кому эта новость не в радость…  что-же, нам жаль
Первый европейский мини-тур по странам Балтики, запланированный на февраль 2014, был отменён из-за проблем с получением виз. В мае 2014 года выходит сплит с Cheerful Depression (Литва), Hovert (Россия) и Культура Курения (Россия). В августе 2014 коллекция релизов группы пополнится сплитом с Ofdrykkja (Швеция) — группа участников бывшей Apati, Vanhelga (Швеция) — группа экс-участника Lifelover, и In Luna (Испания). С начала 2015 года в составе группы произошли некоторые изменения: бывший сессионный гитарист S.D.Ramirez был принят в официальный состав, также был уволен басист и один из основателей группы André. О причине увольнения ни один из участников не делал никакого полного заявления. В апреле 2015 года на австрийском лейбле Talheim Records вышел второй полноформатный альбом «Dipsomania».
В поддержку альбома Psychonaut 4 отыграли два концерта в Украине: в качестве хедлайнеров на киевском Dark Summer Bloom Fest, а также на разогреве у Moonspell и Septic Flesh в рамках фестиваля Carpathian Alliance во Львове, став первой блэк-метал формацией из Закавказья, сыгравшей на фестивале подобного уровня. Также в ноябре того же года Psychonaut 4 отправились в Минск, чтобы возглавить Black Metal Ritual Fest с участием местных групп, а также коллективов из Финляндии и Эстонии. 7 октября 2016 года группа выпустила третий полноформатный альбом «Neurasthenia».
31 октября 2020 года выходит четвертый студийный альбом группы под названием Beautyfall, выпущенный лейблом Talheim Records.

## Музыкальный стиль и тематика песен
Звучание Psychonaut 4 по большей степени представляет собой депрессивно-суицидальный блэк-метал со значительным влиянием пост-метала и пост-панка. Начиная с альбома «Beautyfall / სულდაცემა» появилось также влияние фолк-метала с преобладанием мотивов из грузинской народной музыки, а также песни стали исполняться преимущественно на грузинском языке.
Тематика песен группы является весьма характерной для DSBM-направления, и включает в себя такие темы, как депрессия, наркозависимость, алкоголизм, секс, самоубийство. Вокалист группы Давид Граф также известен тем, что совершает акты селф-харма во время выступлений.

## Участники группы
| Нынешний состав - Тимур Ломидзе — ритм-гитара (2010—наши дни) - Рати «Drifter» — соло-гитара, бэк-вокал (2010—наши дни) - Тимас «Nepho» Шилингас — ударные (2011—наши дни) - Алекс Менабде — бас-гитара (2008—наши дни) - Давид «Graf fon Bafometh» Ломидзе — вокал (2010—наши дни) | Бывшие участники - Лаша «Андре» Адамиа — бас-гитара (2010—2015) - Боргер — барабаны (2002—2005) |

## Дискография

### Альбомы
- 2012 — «Have a Nice Trip»
- 2015 — «Dipsomania»
- 2016 — «Neurasthenia»
- 2020 — «Beautyfall / სულდაცემა»
- 2023 — «Scrapes from the Past»
- 2024 — «…Of Mourning»

### Демо
- 2011 — «40%»

### Сплиты
- 2012 — «Tired, Numb, Still Alive»
- 2013 — «The Great Depression I»
- 2014 — «Psychonaut 4 / Cheerful Depression / Культура Курения / Hovert»
- 2015 — «Urban Negativism»
- 2018 — «Children of the Night»

### Синглы
- 2020 — «Tbilisian Tragedy»
- 2023 — «So Much for Suicide»
- 2024 — «Vai Me»